# خانه ابن أبی ضیاف

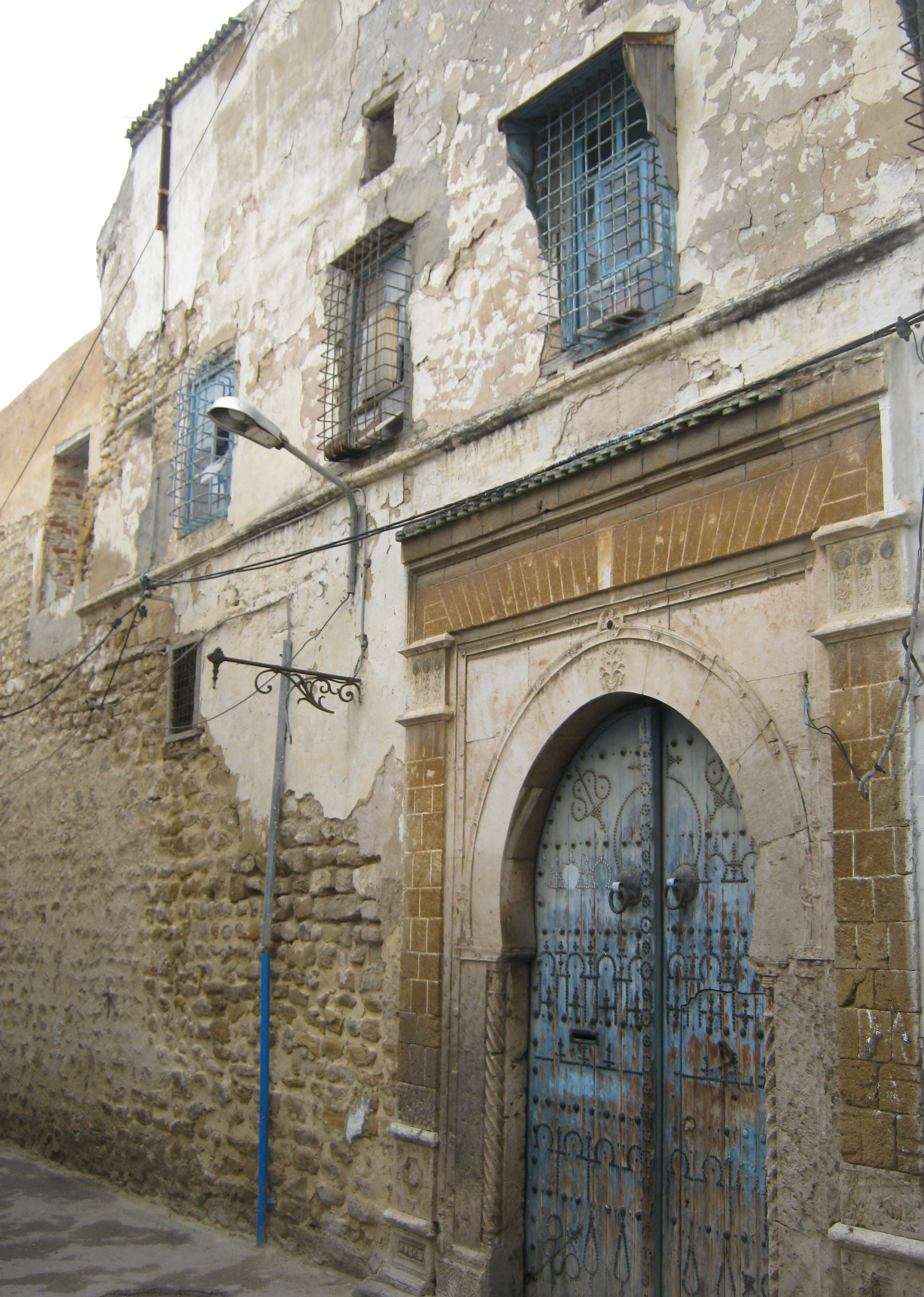
مشاهده اخیر کاخ

خانه ابن أبی ضیاف (عربی: دار ابن أبي ضياف) یکی از کاخ‌های شهر باستانی تونس است که در مجموعه ابن ابی ضیاف قرار دارد و در نزدیکی نهج پاشا و سیدی محزر قرار دارد.

## تاریخچه
کاخ به دنبال ابتکار وزیر احمد بن ابی ضیاف در اواسط قرن نوزدهم ساخته شد.

## نگارخانه

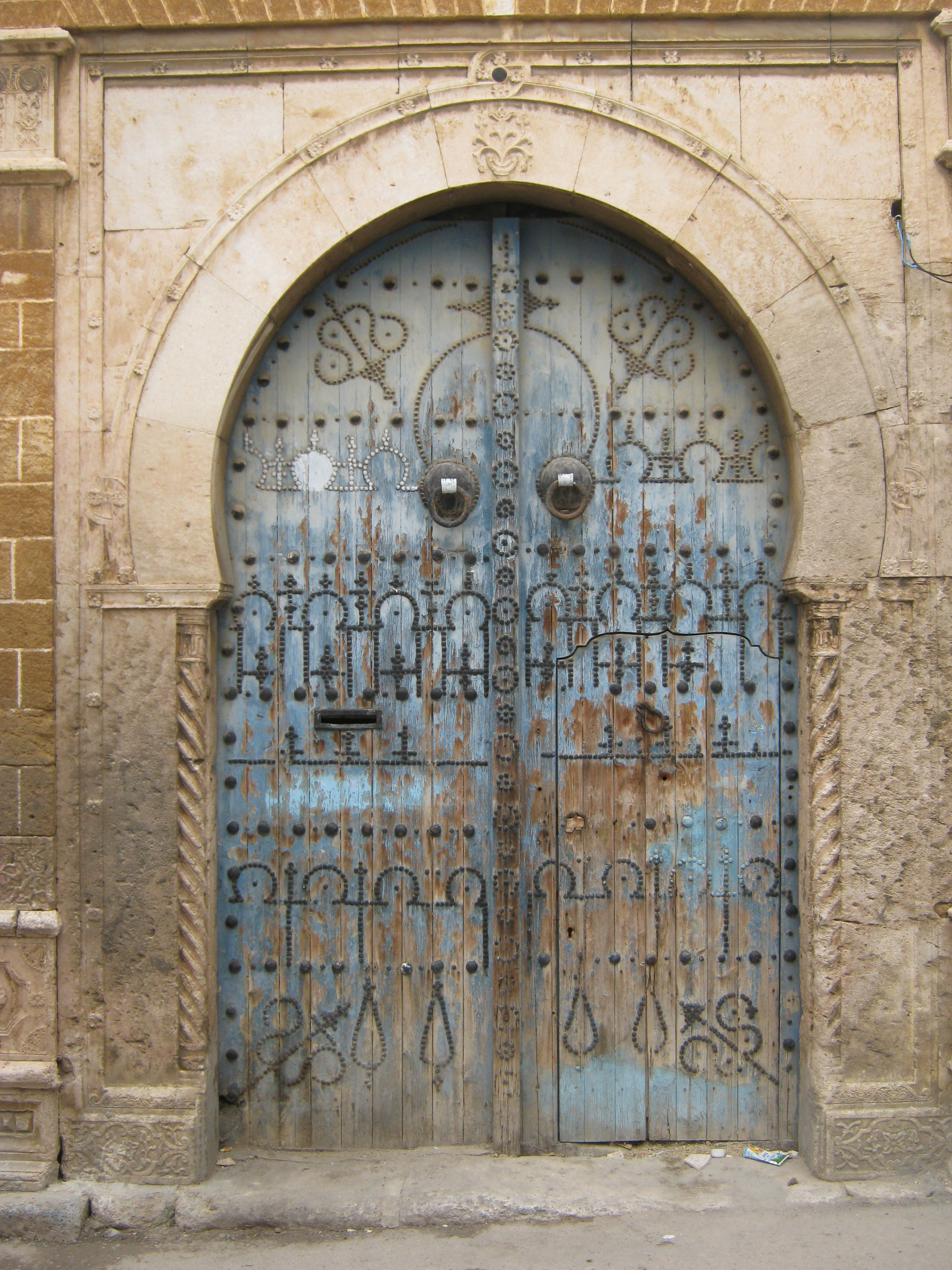
دروازه کاخ
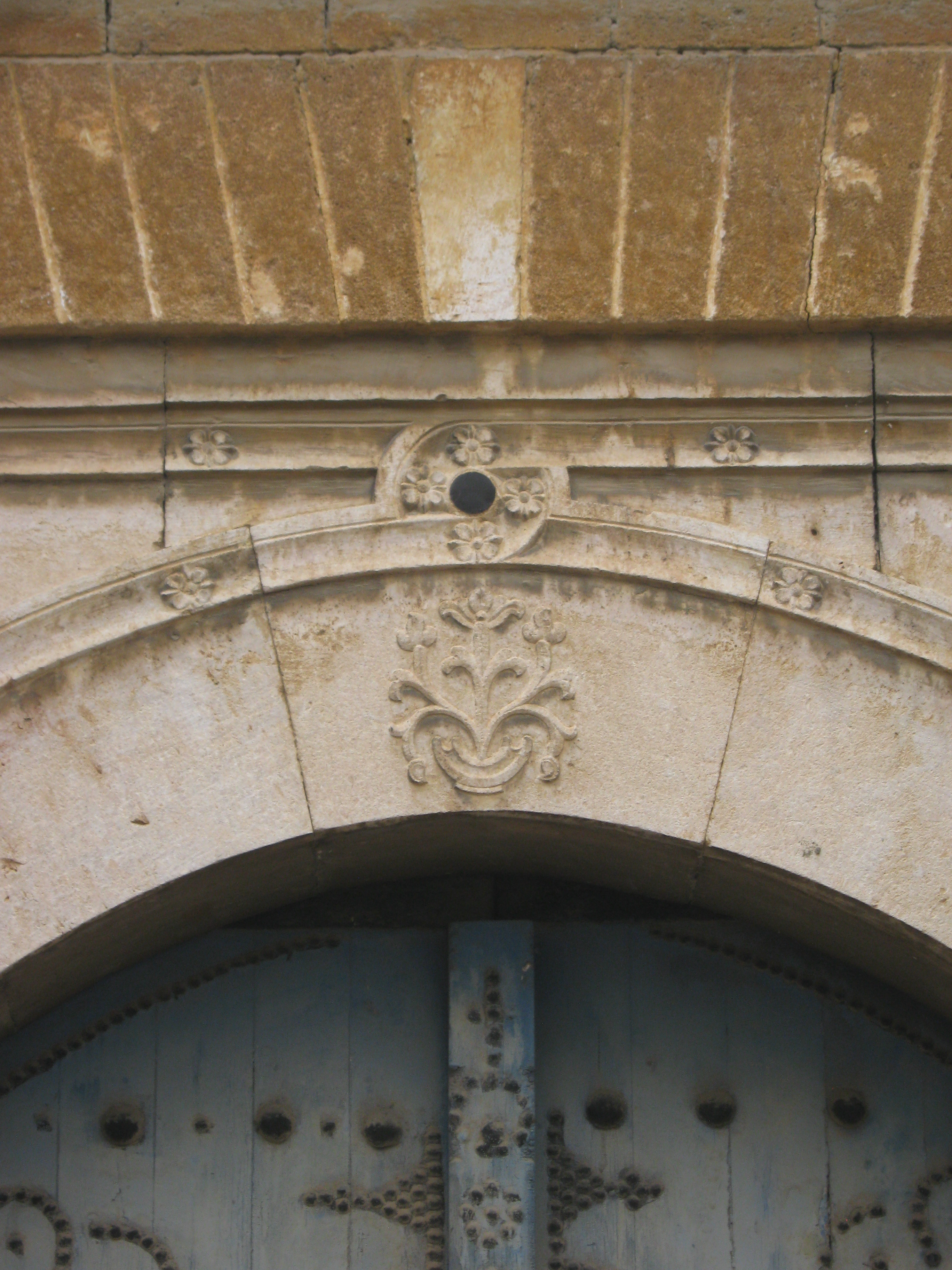
جزئیات دروازه کاخ